# François-Vincent Raspail
François-Vincent Raspail [ejtsd: rászpáj] (Carpentras, 1794. január 29. – Arcueil, 1878. január 8.)  francia kémikus, botanikus és politikus. Botanikai szakmunkákban nevének rövidítése: „Raspail”.

## Életútja
1815-ben Párizsba jött, 1829-ben megalapította az Annales des sciences d'observation című  lapot és a népbarátok társaságát. 1832-ben az emberi jogok társaságának vezetője, 1834-ben a radikális Réformateur főszerkesztője lett. 1848-ban megalapította a L'ami du peuple című lapot (később Démocratie pacifique lett), amelyben jakobinus elveket hirdettek. A nemzetgyűlésbe való behatolása miatt (1848. május 15.) öt évi fogságra ítélték, 1853-ban azonban megengedték neki, hogy külföldre menjen, mire Raspail Belgiumba utazott. 1869-ben Lyonban a törvényhozó testületbe és 1871-ben a képviselőházba választották be.

## Művei
- Essai de chimie microscopique appliquée à la physiologie (Párizs, 1831)
- Système de chimie organique (uo., 1833)
- Système de physiologie végétale et de botanique (uo. 1837. 2. kötet atlasszal)
- Cigarettes du camphre (uo. 1839 és azóta többször)
- Mémoire comparatif sur l'histoire naturelle de l'insecte de la gale (1834)
- Historie naturelle de le santé et de la maladie chez les végétaux et les animaux (2 kötet 1839-43, 3. kiad. 1860)